# Shehab Ahmed
Shehab Ahmed Salem Ali Alawlaqi Ali Alawlaqi (Al Ain, 29 marzo 1984) è un ex calciatore emiratino, di ruolo centrocampista.

## Carriera
Shehab di solito gioca come centrocampista di sinistra, ma può essere utile anche come ala o come difensore sinistro. A volte calcia ha calciato le per Al Ain FC. Era anche conosciuto per i suoi scatti veloci sul lato sinistro e i suoi cross precisi che favoriscono gli attaccanti della sua squadra.
È conosciuto per essere un giocatore importante per qualsiasi allenatore che lo allena e utilizzato per avviare la maggior parte delle partite, ma di recente è stato in panchina a causa di diversi infortuni che lo avevano seguito per quasi due stagioni.
È soprannominato "Recoba" dai suoi tifosi, questo perché condivide lo stesso stile di gioco a quello di calciatore uruguaiano Álvaro Recoba.
Dopo una lunga assenza che è durata per quasi due stagioni, Shehab fatto una rimonta fenomenale nella Etisalat Emirates Cup e ha segnato il gol della vittoria nella finale contro l'Al-Wahda al 73' che ha permesso all'Al Ain FC di conquistare il trofeo.
Ha lasciato Al Ain, nel giugno 2012 per firmare con l'Ajman Club.

## Palmarès

### Club
- Campionato emiratino: 3

Al-Ain: 2002-2003, 2003-2004, 2011-2012
- Coppa del Presidente: 3

Al-Ain: 2004-2005, 2005-2006, 2008-2009
- AFC Champions League: 1

Al-Ain: 2002-2003
- Supercoppa degli Emirati Arabi Uniti: 2

Al-Ain: 2003, 2009
- Coppa dell'Associazione calcistica degli Emirati Arabi Uniti: 2

Al-Ain: 2004-2005, 2005-2006
- Coppa di Lega: 1

Al-Ain: 2008-2009